# Mistrovství světa v biatlonu 2025 – závod s hromadným startem žen
Závod s hromadným startem žen na Mistrovství světa v biatlonu 2025 se konal v neděli 23. února v Lenzerheide na biatlonovém stadionu Roland Arena jako poslední ženský závod šampionátu. Závod odstartoval v 13:45 hodin středoevropského času.
Do závodu nastoupilo 30 biatlonistek – závodnice hodnoceny do 15. místa v celkovém pořadí světového poháru před začátkem mistrovství světa, všechny individuální medailistky z dosavadního průběhu šampionátu a závodnice, které na mistrovství v jednotlivých závodech skončily kumulativně nejlépe podle součtu bodů, které by obdržely, pokud by závody byly započítány do hodnocení světového poháru, se základním omezením počtu maximálně čtyř závodnic na jednu národní výpravu.
Obhájkyní vítězství i úřadující olympijskou vítězkou z této disciplíny byla Francouzka Justine Braisazová-Bouchetová, která se sedmi střeleckými chybami skončila na desáté místě. navzdory nejrychlejšímu běžeckému času.
Vítězkou se stala 25letá Švédka Elvira Öbergová, která tak získala vůbec první titul mistryně světa v kariéře. Na končícím mistrovství zkompletovala sbírku cenných kovů, když navázala na stříbro ze sprintu a bronz ze smíšené štafety). Po Magdaleně Forsbergové (2001) a své sestře Hanně (2023) se tak stala třetí Švédkou, která tuto disciplínu na světovém šampionátu ovládla. V probíhající sezóně světového poháru ovládla třetí závod s hromadným startem ze čtyř, do kterých nastoupila, když navázala na první místa z Kontiolahti a Ruhpoldingu.
Druhé místo obsadila 22letá Francouzka Océane Michelonová, která na svém mistrovství světa získala první individuální medaili, a celkově druhou v kariéře, když předtím v průběhu šampionátu byla členkou vítězné ženské štafety. Ve své dosavadní kariéře přitom předtím nikdy nestála v rámci světového poháru na individuálních stupních vítězů. Francii zároveň pomohla získat třináctý cenný kov na tomto mistrovství, čímž francouzská výprava, která se stala nejúspěšnější zemí šampionátu, vyrovnala počet svých medailí z [[Mistrovství světa v biatlonu 2024[Nového Města]].
Stupně vítězek zkompletovala 21letá Norka Maren Kirkeeideová, která stejně jako Michelonová, získala první individuální medaili, když i ona předtím v průběhu  mistrovství získala vůbec první cenný kov v rámci ženské štafety, kdy jako členka norského kvarteta získala stříbro.

## Průběh závodu
Poslední ženský závod mistrovství světa, do kterého se neprobojovala žádná z českých reprezentantek, se jel prakticky za bezvětří. Přesto se na střelnici hodně chybovalo, a proto se pořadí na čelních místech často měnilo. Zpočátku se držela v čele domácí Lena Häckiová-Großová, pak se do čela dostala čistě střílející Němka Franziska Preussová. Ta na začátku třetího i čtvrtého kola vedla, ale jela pomaleji. Nejrychleji ze všech biatlonistek běžela obhájkyně titulu, Francouzka Justine Braisazová-Bouchetová. Přestože na střelnici čtyřikrát chybovala, vedoucí skupinu vždy dojela a před předposlední i poslední střelbou jela v čele. Při poslední střelbě však přidala další tři střelecké chyby a skončila celkově desátá. Zde poprvé nezasáhla jeden terč i Preussová, která dojela do cíle sedmá. Z prvních sedmi závodnic střílela naposledy čistě pouze Švédka Elvira Öbergová, která tak vyjížděla do finálového kola první s téměř 20vteřinovým odstupem. Svůj náskok udržela a poprvé na mistrovství světa zvítězila. O stříbrnou medaili bojovaly další dvě závodnice, které při poslední střelbě nechybovaly: zpočátku jela druhá Norka Maren Kirkeeideová, tu však v polovině kola předjela Francouzka Océane Michelonová, která tak vybojovala stříbrnou medaili. O medaili bojovala i Bulharka Milena Todorovová, které však v posledním stoupání došly síly a dojela pátá.

## Výsledky
| Pořadí                           | č. | závodnice                     | stát      | střelba (L+L+S+S) | čas     | ztráta   |
| -------------------------------- | -- | ----------------------------- | --------- | ----------------- | ------- | -------- |
| Zlatá medaile                    | 4  | Elvira Öbergová               | Švédsko   | 2 (1+1+0+0)       | 40:32,3 |          |
| Stříbrná medaile                 | 9  | Océane Michelonová            | Francie   | 3 (1+1+1+0)       | 40:41,7 | +9,4     |
| Bronzová medaile                 | 11 | Maren Kirkeeideová            | Norsko    | 3 (2+0+1+0)       | 40:48,8 | +16,5    |
| 4.                               | 8  | Jeanne Richardová             | Francie   | 3 (0+1+2+0)       | 40:55,4 | +23,1    |
| 5.                               | 21 | Milena Todorovová             | Bulharsko | 2 (1+0+1+0)       | 40:56,6 | +24,3    |
| 6.                               | 7  | Lou Jeanmonnotová             | Francie   | 4 (3+0+0+1)       | 41:06,4 | +34,1    |
| 7.                               | 2  | Franziska Preussová           | Německo   | 1 (0+0+0+1)       | 41:08,4 | +36,1    |
| 8.                               | 6  | Suvi Minkkinenová             | Finsko    | 2 (1+1+0+0)       | 41:15,7 | +43,4    |
| 9.                               | 18 | Tuuli Tomingasová             | Estonsko  | 2 (1+0+0+1)       | 41:27,6 | +55,3    |
| 10.                              | 1  | Justine Braisazová-Bouchetová | Francie   | 7 (2+1+1+3)       | 41:36,4 | +1:04,1  |
| 11.                              | 28 | Aita Gasparinová              | Švýcarsko | 2 (2+0+0+0)       | 41:40,7 | +1:08,4  |
| 12.                              | 12 | Lisa Theresa Hauserová        | Rakousko  | 4 (2+1+0+1)       | 41:41,5 | +1:09,2  |
| 13.                              | 15 | Michela Carrarová             | Itálie    | 5 (3+1+1+0)       | 41:43,0 | +1:10,7  |
| 14.                              | 19 | Maya Cloetensová              | Belgie    | 0 (0+0+0+0)       | 41:52,4 | +1:20,1  |
| 15.                              | 23 | Julia Tannheimerová           | Německo   | 3 (1+1+0+1)       | 41:53,1 | +1:20,8  |
| 16.                              | 29 | Anamarija Lampičová           | Slovinsko | 6 (2+0+1+3)       | 41:53,2 | +1:20,9  |
| 17.                              | 5  | Ella Halvarssonová            | Švédsko   | 2 (1+0+0+1)       | 41:53,9 | +1:21,6  |
| 18.                              | 13 | Lotte Lieová                  | Belgie    | 0 (0+0+0+0)       | 42:00,9 | +1:28,6  |
| 19.                              | 17 | Anna Magnussonová             | Švédsko   | 2 (1+1+0+0)       | 42:20,7 | +1:48,4  |
| 20.                              | 26 | Ingrid Landmark Tandrevoldová | Norsko    | 6 (2+0+2+2)       | 42:20,9 | +1:48,6  |
| 21.                              | 14 | Lena Häckiová-Großová         | Švýcarsko | 5 (0+1+2+2)       | 42:44,7 | +2:12,4  |
| 22.                              | 3  | Julia Simonová                | Francie   | 6 (2+2+1+1)       | 43:05,3 | +2:33,0  |
| 23.                              | 25 | Natalia Sidorowiczová         | Polsko    | 4 (2+0+0+2)       | 43:09,0 | +2:36,7  |
| 24.                              | 16 | Julija Džymová                | Ukrajina  | 1 (0+1+0+0)       | 43:10,7 | +2:38,4  |
| 25.                              | 30 | Polona Klemenčičová           | Slovinsko | 4 (1+0+1+2)       | 43:15,6 | ++2:43,3 |
| 26.                              | 22 | Lora Hristovová               | Bulharsko | 4 (0+1+1+2)       | 43:17,8 | +2:45,5  |
| 27.                              | 10 | Selina Grotianová             | Německo   | 6 (1+1+3+1)       | 43:29,8 | +2:57,5  |
| 28.                              | 24 | Sophia Schneiderová           | Německo   | 6 (3+1+0+2)       | 43:40,9 | +3:08,6  |
| 29.                              | 27 | Chrystyna Dmytrenková         | Ukrajina  | 4 (1+2+0+1)       | 44:55,1 | +4:22,8  |
| 30.                              | 20 | Hanna Öbergová                | Švédsko   | 9 (3+2+2+2)       | 46:25,1 | +5:52,8  |
| Zdroj: (g) – obhájkyně vítězství |    |                               |           |                   |         |          |